# Poclușa de Beiuș, Bihor
Poclușa de Beiuș este un sat în comuna Șoimi din județul Bihor, Crișana, România.

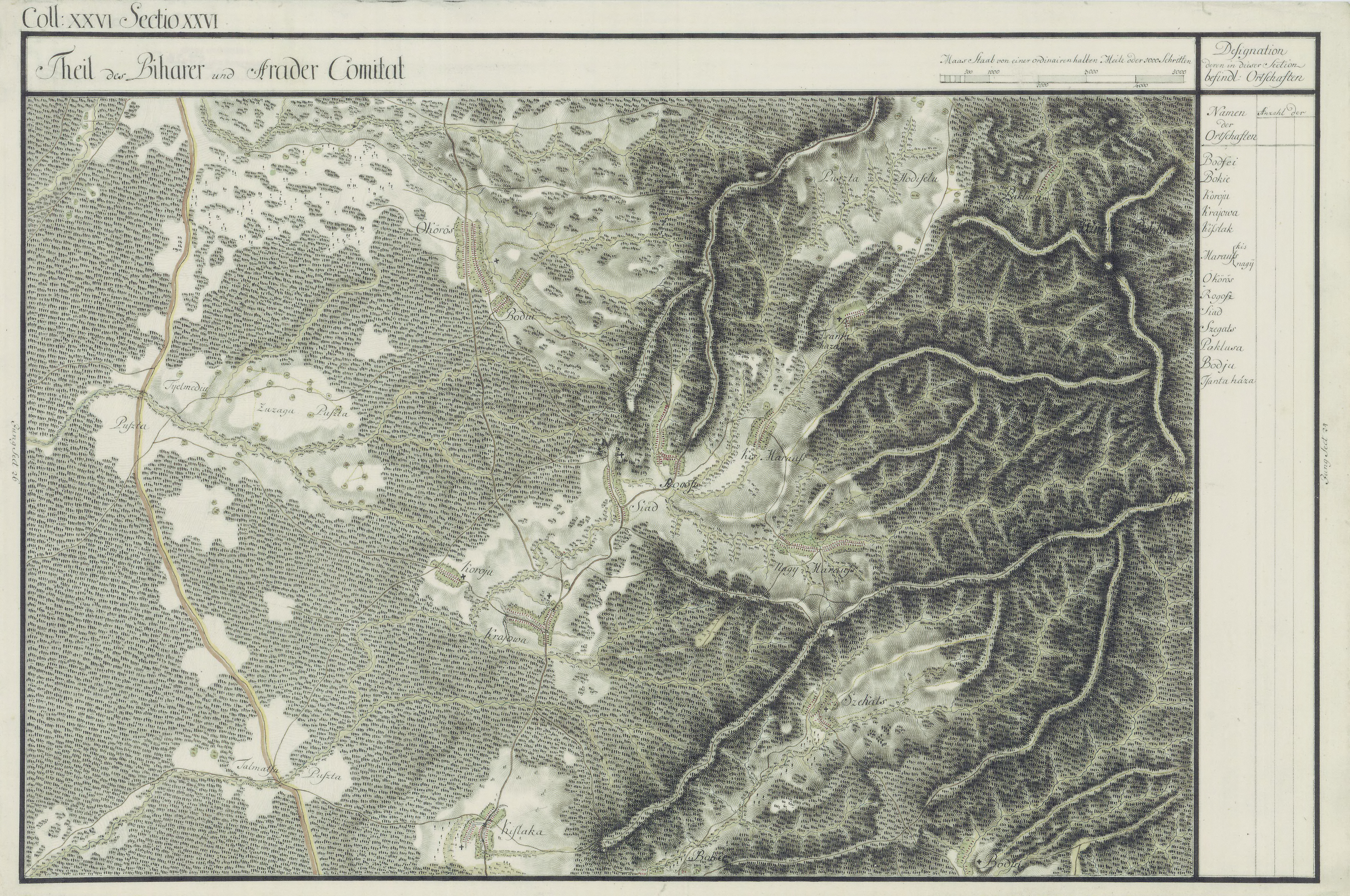
Poclușa de Beiuș în Harta Iozefină a Comitatului Arad, 1782-85

 Acest articol despre o localitate din județul Bihor este deocamdată un ciot. Puteți ajuta Wikipedia prin completarea lui.